# Anabela (cantante)
Anabela Braz Pires, conosciuta semplicemente come Anabela (Almada, 22 settembre 1976), è una cantante e attrice teatrale portoghese.
Ha rappresentato il Portogallo all'Eurovision Song Contest 1993 con il brano A cidade (até ser dia).

## Biografia
Anabela Braz Pires è nata il 22 settembre 1976 ad Almada, comune della periferia di Lisbona situato lungo il fiume Tago.
Nel 1991 ha partecipato al Festival Internazionale della canzone di Sopot rappresentando il Portogallo con la canzone Brother. In seguito, ha pubblicato due album nel 1991 e nel 1992, intitolati rispettivamente Anabela e Encanto, con l'etichetta Ovação.
Nel 1993, all'età di 16 anni, Anabela ha partecipato al Festival da Canção, dove ha gareggiato nella seconda semifinale con la canzone A cidade (até ser dia). In tale occasione ha ottenuto il primo posto a pari merito con i Grupo Até Jazz, che si sono presentati con il brano Pó de melhorar. Entrambi gli artisti sono avanzati alla finale, che si è tenuta l'11 marzo, dove hanno gareggiato contro altre sei canzoni provenienti dalle altre semifinali.
Anabela ha vinto la finale e il 15 maggio 1993 ha rappresentato il Portogallo all'Eurovision Song Contest, tenutosi a Millstreet, in Irlanda. Al concorso europeo si è classificata decima con 60 punti. La canzone presentata all'Eurovision, A cidade (até ser dia), è stato il singolo principale dell'album omonimo, terzo album di inediti della cantante.
Il suo quarto album, Primeiras águas, è stato pubblicato nel 1996 e ha prodotto la canzone di successo Avenidas scritta da Clara Pinto Correia e Rui Veloso. Lo stesso anno ha anche partecipato al musical per bambini di Filipe La Féria Jasmim ou o Sonho do Cinema. Nel 1999, Anabela ha lavorato nuovamente con La Féria, recitando nel musical Koko. Lo stesso anno ha pubblicato il quinto album chiamato Origens.
Nel 2000, ha registrato quattro tracce con il musicista galiziano Carlos Núñez per il suo album Mayo longo, partecipando inoltre al suo tour promozionale, durato due anni e mezzo con tappe in tutto il mondo. Tornata in Portogallo nel 2002, Anabela ha continuato la sua collaborazione con La Féria, interpretando la protagonista Eliza Doolittle nella produzione lisbonese di My Fair Lady.
Nel 2005, Anabel ha pubblicato il suo sesto album, un'interpretazione di poesie intitolata Aether. Con l'aiuto di Carlos Maria Trindade, ha interpretato le poesie di scrittori portoghesi come Florbela Espanca, Fernando Pessoa, Manuel Alegre e José Carlos Ary dos Santos. Ha anche pubblicato una versione in spagnolo dell'album con la Resistencia Records. Nel marzo del 2006, ha tenuto tre concerti speciali in Spagna e due nelle Azzorre, eseguendo alcuni dei lavori contenuti in Aether.
Nel 2006, Anabela e la popolare cantante Lúcia Moniz si sono alternate nel ruolo di Maria von Trapp in Música no coração, la produzione portoghese di The Sound of Music, al Teatro Politeama di Lisbona.
Nel dicembre 2007, lo spettacolo è stato portato in tour a Porto, al Teatro Rivoli. Il musical ha festeggiato il suo 500º spettacolo in Portogallo nell'aprile 2008, con l'ultima data che si è tenuta il 4 maggio 2008.
Dopo una pausa di meno di un mese, Anabela è tornata sul palco il 30 maggio 2008 al Teatro Politeama di Lisbona, cimentandosi nel ruolo di Maria Maddalena in Jesus Cristo Superstar, la produzione lisbonese di Jesus Christ Superstar, prendendo il posto di Sara Lima. Per l'intero mese di agosto 2008, Anabela e l'intera compagnia hanno eseguito il musical a Portimão, in Algarve.
A partire dal 28 novembre 2008, ha partecipato alla nuova produzione musicale di La Féria, Amor Sem Barreiras, l'adattamento portoghese di West Side Story. Anabela ha interpretato il ruolo di Anita, la donna sensuale e sicura di sé il cui fidanzato è il capo degli Squali, una gang composta dalla prima generazione di americani di origine portoricana. Ancora una volta, il suo ruolo è interpretato a turno con Lúcia Moniz.
Nel 2010 è stato pubblicato l'album Nós. Il disco include versioni di classici della musica portoghese degli anni '50, '60 e '70.
Nel febbraio del 2015 è stato pubblicato l'album Casa alegre.
Nel 2018 ha partecipato per la seconda volta al Festival da Canção con il brano Para te dar abrigo, qualificandosi in finale e piazzandosi al sesto posto.

## Discografia

### Album in studio
- 1991 – Anabela
- 1992 – Encanto
- 1993 – A cidade (até ser dia)
- 1996 – Primeiras águas
- 1998 – Origens
- 2005 – Aether
- 2006 – Encontro
- 2015 – Casa alegre

### Raccolte
- 2010 – Nós
- 2013 – Anabela